# Sommersted Sogn
Sommersted Sogn ist eine Kirchspielsgemeinde (dän.: Sogn)  in Nordschleswig im südlichen Dänemark. Bis 1970 gehörte sie zur Harde Gram Herred im damaligen Haderslev Amt, danach zur Vojens Kommune im damaligen Sønderjyllands Amt, die im Zuge der Kommunalreform zum 1. Januar 2007 in der „neuen“  Haderslev Kommune in der Region Syddanmark aufgegangen ist.
Im Kirchspiel leben 1420 Einwohner, davon 1054 im Kirchdorf (Stand:1. Januar 2023).